# Телестих
Телестих (телестишье) — особая стихотворная форма, в которой последние буквы каждого стиха, при чтении сверху вниз, образуют какое-либо слово, фразу или имя.
По своему композиционному замыслу телестих аналогичен акростиху, в котором сходную роль играют начальные буквы стихов, и мезостиху, в котором вертикальный ряд образуется буквами, расположенными одна под другой в середине стихотворных строк. Однако для рифмованного стиха техника выполнения телестиха обставлена неизмеримо большими трудностями. Обычно телестих используется одновременно с акростихом.

## История и примеры
Телестих широко культивировался в римской поэзии III—IV веков. Его использовали Авсоний и Оптациан Порфирий, но наиболее известен акротелестих Praedium Sammacis («Владение Саммака»), созданный в Тунисе IV столетия.
В Средние века телестих часто использовался как в религиозных, так и в развлекательных текстах. Среди авторов телестихов — Венанций Фортунат, Альдхельм, святой Бонифаций, грузинский монах Иоанн-Зосим. В эпоху Возрождения этой стихотворной форме отдают дань Теофило Фоленго (NECAT) и Эндрю Уиллет (Sacrorum Emblematum).
В качестве примера русского силлабического (слогового) телестиха приводят отрывок из Велимира Хлебникова:

Где Волга скажет «лю»,

Янцекиянг промолвит «блю»,

И Миссисипи скажет «весь»,

Старик Дунай промолвит «мир»,

И воды Ганга скажут «я»…
— «Ладомир»
В русской поэзии также известны телестихи Арсения Альвинга, Валентина Загорянского, Сергея Сигея, Айдына Ханмагомедова, Ивана Чудасова.

Произнося чудесный чистый звуК,

Вишу на колокольне. ВысокО!  

Неоднократно сам звенеть хотеЛ,  

Разлиться песней сердца далекО,  

Но мой язык во власти чьих-то руК.  

Вздохнул бы я свободно и легкО,  

Когда бы сам, не по заказу, пеЛ. 
— И. Чудасов. «Колокол»